# United States Cyber Command
Lo United States Cyber Command (USCYBERCOM) è uno degli undici centri di comando congiunti del dipartimento della difesa statunitense. Ha il suo centro di comando presso Fort George G. Meade, nel Maryland.

## Missione
Lo USCYBERCOM ha tre aree di interesse principali: difendere il DoD IN, fornire supporto ai comandanti combattenti per l'esecuzione delle loro missioni in tutto il mondo e rafforzare la capacità di resistere e rispondere agli attacchi informatici rivolti agli Stati Uniti.
Il Comando unifica la direzione delle operazioni nel cyberspazio, rafforza le capacità del Dipartimento della Difesa nel cyberspazio e integra e rafforza le competenze informatiche del Dipartimento della Difesa. Lo USCYBERCOM migliora le capacità del Dipartimento della Difesa di gestire reti di informazione e comunicazione resilienti e affidabili, contrastare le minacce del cyberspazio e garantire l'accesso al cyberspazio. Il comando sta progettando la struttura della forza informatica, i requisiti di formazione e gli standard di certificazione che consentiranno ai servizi di costruire la forza informatica necessaria per eseguire le missioni assegnate. Il comando lavora anche a stretto contatto con le agenzie e i partner internazionali nell’esecuzione di queste missioni critiche.

## Componenti di servizio
- United States Army Cyber Command
- United States Fleet Cyber Command
- Air Force Cyber/16th AF
- Marine Corps Forces Cyberspace Command
- Cyber National Mission Force
- Joint Force Headquarters - DoD Information Network